# Placówka Straży Granicznej I linii „Pawłów” (komisariat SG „Sośnie”)
Placówka Straży Granicznej I linii „Pawłów” – jednostka organizacyjna Straży Granicznej pełniąca służbę ochronną na granicy polsko-niemieckiej w okresie międzywojennym.

## Geneza
Na wniosek Ministerstwa Skarbu, uchwałą z 10 marca 1920 roku, powołano do życia Straż Celną. Od połowy 1921 roku jednostki Straży Celnej rozpoczęły przejmowanie odcinków granicy od pododdziałów Batalionów Celnych. W 1921 roku na terenie wcześniej Konradowa) stacjonował sztab 2 kompanii 14 batalionu celnego. 2 kompania wystawiła placówkę w Pawłowie.
Proces tworzenia Straży Celnej trwał do końca 1922 roku. Placówka Straży Celnej „Pawłów” weszła w podporządkowanie komisariatu Straży Celnej „Rybin” z Inspektoratu SC „Ostrów”.

## Formowanie i zmiany organizacyjne
Rozporządzeniem Prezydenta Rzeczypospolitej Polskiej Ignacego Mościckiego z 22 marca 1928 roku, do ochrony północnej, zachodniej i południowej granicy państwa, a w szczególności do ich ochrony celnej, powoływano z dniem 2 kwietnia 1928 roku  Straż Graniczną.
Rozkazem nr 3 z 25 kwietnia 1928 roku w sprawie organizacji Wielkopolskiego Inspektoratu Okręgowego dowódca Straży Granicznej gen. bryg. Stefan Pasławski określił strukturę organizacyjną komisariatu SG „Sośnie”. Placówka Straży Granicznej I linii „Pawłów” znalazła się w jego strukturze.

## Służba graniczna
Sąsiednie placówki:
- placówka Straży Granicznej I linii „Dobrzec” ⇔ placówka Straży Granicznej I linii „Rybin” − 1928[7]
- placówka Straży Granicznej I linii „Dobrzec” ⇔ placówka Straży Granicznej I linii „Kąty Śląskie” − styczeń 1930[8]

## Kierownicy/dowódcy placówki
| stopień    | imię i nazwisko | okres pełnienia służby | kolejne stanowisko |
| ---------- | --------------- | ---------------------- | ------------------ |
| przodownik | Ludwik Kasprzyk | był w 1932 –           |                    |